# Mashup
|  | Aquest article tracta sobre el gènere musical. Si cerqueu aplicació web híbrida que utilitza contingut d'altres aplicacions web per a crear un nou contingut complet, vegeu «remescla (aplicació web)». |

El mashup és un gènere musical basat en la combinació de dos o més cançons pregravades, generalment mediant la superposició de la pista vocal d'una cançó sobre la pista instrumental d'un altra. És un estil controvertit per la seva relació amb la cultura lliure i les qüestions jurídiques relacionades amb les polítiques de copyright.

## Història
Iniciat a San Francisco l'any 2003, el mashup està arrelat en la capacitat i propensió d'alguns músics de reciclar tota mena de música. La pràctica de crear noves cançons a partir d'elements d'altres pistes es remunta a les primeres gravacions musicals. Fora del gènere del pop, es poden trobar exemples en la pràctica del (re) arrengament del folklore tradicional i la tradició del jazz de re-interpretar les normes. A més, molts elements de la cultura mashup tenen els seus antecedents en el hip-hop i el moviment de la cultura lliure. Per això, com en moltes arts és difícil establir quins van ser els precursors d'aquest gènere. Això no obstant, a partir dels anys 60 trobem les seves primeres mostres musicals.
Amb la popularització de serveis com Napster, a finals de la dècada dels 90’ la producció de mashups va créixer fins a tal punt que en 2001 es van publicar els primers singles oficials que es van incloure dins els rànquings musicals. Al mateix temps, a Europa es va llançar l'àlbum de 2 Many DJs: As Heard on Radio Soulwax Pt. 2 pels germans Dewaele, que van combinar 45 pistes diferents. També aquest any Christina Aguilera publicava Genie in a Bottle i Freelance Hellraiser unia el seu so pop amb el de les guitarres estridents de Hard To Explain de The Strokes en un còctel titulat A Stroke of Genie-us.
En 2004 els mitjans van massificar el gènere a causa del procés judicial per part dels The Beatles contra la publicació a Internet del The Grey Album de DJ Danger Mouse, un àlbum mashup amb fragments del The White Album i els raps de The Black Album de Jay-Z. Si bé se segueix discutint si els mashups són legals o no, des d'aquest moment el gènere va tenir més acceptació.
Un any abans, va començar la primera festa de mashups al món, la Bootie a San Francisco, que el 2005 publicava el Top 10 mensual dels millors mashups segons els DJs A plus D, productors de la festa. Avui dia aquesta festa també se celebra en diverses ciutats del món, com Los Angeles, Boston, Múnic, Rio de Janeiro i Nova York. A Barcelona, s'ha celebrat en dues ocasions a la sala Razzmatazz. El lema de la festa, "Música per a la Generació ADD" també va inspirar la creació de "A.D.D", la primera festa mashup a Israel.
L'any 2009 Brett Gaylor i Greg Gillis (Girl Talk) van estrenar el seu documental en codi obert RIP!: A Remix Manifesto. La pel·lícula es compon d'un remix de clips presentats per nombrosos col·laboradors al projecte Open Source Cinema i sobretot se centra en els aspectes legals dels remix amb copyright.
A Catalunya el primer web de mashups a Espanya, Mashcat, s'inicia l'any 2012. Aquesta web neix amb l'objectiu de fer escena. Un any més tard comença la Mashuparty, la primera festa de mashups a Espanya a Razzmatazz. Des de l'any passat, Mallorca compta amb un programa de ràdio mashups setmanal, 80Decibelios dirigit per Angel Oliveros.

## Subgèneres

### A vs B
La manifestació original del mashups en la dècada del 2000 era posar una melodia a cappella contra una base musical completament diferent, per tal de fer una "tercera cançó". Després de A Stroke of Genie-us en 2001, el gènere ha seguit centrant-se en aquesta premissa bàsica.
Això no obstant, no tots els mashups són tan simples com A vs B. En alguns casos els DJs arriben a barrejar 3, 4, 5 i fins i tot 6 cançons per a formar una pista completa. La barreja de més de dues pistes juntes és una tasca que requereix una gran habilitat.

### Versió vs Versió
Consisteix en la barreja de dues o més versions d'una cançó per crear un duo o cover d'una cançó. Pot barrejar dues versions diferents d'una cançó, com una balada i la versió original de la cançó. La part més popular de les barreges versió vs versió són les barreges d'idiomes, que és la combinació de diversos idiomes en una sola cançó. Els mashups Versió vs Versió solen tenir el mateix instrument original, però de vegades es canvia a benefici de la cançó.

### Abstract Mash Ups
Són collages de música que no estan destinats a ser ballats. No busquen els jocs de similituds estilístiques o estètiques sinó més aviat el caos i la dissonància.

### Glitch Pop
Glitch pop és un subgènere de l'escena mashup íntimament relacionat amb la màgia del processament de senyals digitals (DSP). A vegades es fan amb un esperit d'homenatge i altres vegades només serveix com una forma de burla i fins i tot de difamació, encara que sovint és ambdues coses al mateix temps.

### Remix
Tècnicament tots els mashups són remix, però mentre que la majoria es componen de cançons a cappella i bases musicals d'altres cançons, aquestes fusionen les a capelles amb material completament nou del seu propi dispositiu.

### Cut-Ups
Si bé existeix certa superposició entre els termes "cuts-up" i "mashup", el primer ha arribat a distingir-se cada vegada més per referir-se a peces que es basen en l'humor i les reconstruccions de peces parlades i materials de vídeo. Això pot ser degut al fet que el terme "cut-ups" es va utilitzar dècades abans pel novel·lista i artista William S. Burroughs per referir-se a les seves cut-ups literaris, així com els seus experiments gravadora, que consistien en l'empalmament de pistes vocals de la mateixa manera que feia amb els seus escrits cut-ups, literalment, tallar i reorganitzar diversos textos.

## Artistes reconeguts

### Girl Talk
Un dels artistes més coneguts en la indústria de mashup és Gregg Michael Gillis, també conegut com a Girl Talk. Va estudiar enginyeria a la universitat i va decidir deixar la industria en 2007 amb la finalitat de centrar-se exclusivament en la seva carrera musical. És originari de Pittsburgh, PA i és un dels artistes sota el segell discogràfic, Illegal Art, que s'especialitza en el sampling de música. Girl Talk ha llançat cinc àlbums amb Illegal Art: Secret Diary, Unstoppable, Night Ripper, Feed the Animals i All Day.

### Djs From Mars
Amb l'auge de la música electrònica en els mitjans de comunicació, el duo de Djs italià, Djs From Mars, es van convertir en un dels artistes més notables de l'escena mashup, gràcies a barrejar gèneres oposats amb un ritme de EDM. L'èxit de Djs from Mars es va confirmar al març de 2011, quan la parella va obrir un xou de Tiësto, a l'Atlantic City (Nova Jersey).

### DJ Earworm
Jordan Roseman (DJ Earworm) va guanyar popularitat amb el seu mashup United States of Pop l'any 2007. El mashup conté les 25 millors cançons de l'any d'acord amb els Billboard Year-End Hot 100 singles of 2007. Des de llavors ha llançat un al final de cada any. Earworm també ha llançat mashups que han estat fets especialment per Capital FM's Summertime Ball des de 2010. A més, a Earworm se li va demanar crear diverses barreges per als Jocs Olímpics d'Estiu de 2012.

### Mashup-Germany
També conegut sota el pseudònim BenStiller, la música sempre ha estat una part important de la seva vida, toca la bateria des que tenia 14 anys i ha participat en diverses bandes. Poc temps després va descobrir la seva passió pel DJ, que anys més tard li portaria a iniciar el projecte Mashup-Germany. Aquest jove DJ és l'únic Dj de mashups que comte amb un canal Vevo a Youtube.

### Loo and placido
Jeremy Johnson (Plácido) i Laurent Lupidi (Loo) són una parella francesa formada per un baixista i un bateria. Van començar en el món de la música d'estudi i després d'uns anys de gira es van ser reconeguts pels seus jocs amb el mashup i el droping. Loo i Placido també van col·laborar amb la MTV (Regne Unit) pels que van produir més de 20 mashups en el xou MTV MASH. Des de llavors, cada any produeixen els mashups dels MTV Video Music Awards, programa de televisió de MTV EUROPA.